# Gazeta dos Caminhos de Ferro
Gazeta dos Caminhos de Ferro teve início em Março de 1888 sob o extenso título de Gazeta dos Caminhos de Ferro de Portugal e Espanha, que correspondia à versão portuguesa da homónima espanhola Gaceta de los Caminos de Hierro.  A partir de 1899 o subtítulo que lhe conferia extensão ibérica deixa de estar presente, embora permaneça a correspondência entre ambos lados da fronteira. Em termos de conteúdo, a Gazeta primava pelos seu artigos técnicos, chegando a granjear alguns títulos internacionais, além de outras temáticas: viagens, tarifas, correios e telégrafos, cotização em bolsa, turismo, obras públicas e outros. O seu conselho diretivo foi composto por Leonildo Mendonça e Costa (entre 1888-1923), Fernando de Sousa (entre 1923-1941) e Carlos d’Ornelas (1941-1942) tendo sido ponto de honra da Gazeta ao longo dos seus mais de 80 anos de existência a colaboração de um leque de “homens públicos”, todos eles personalidades do “meio”, na sua maioria engenheiros ligados às linhas ferroviárias, transportes e obras públicas. Cabe ainda destacar a participação de Stuart Carvalhais e Ilberino dos Santos como ilustradores das capas dos 4 números especiais que anualmente vinham a público. O fim da Gazeta não foi anunciado; foi acabando à medida que a colaboração da velha guarda foi sucumbindo, e acabou por desaparecer na década de 70.